# María Clara Rossi
María Clara Rossi Malán (Montevideo, 10 de octubre de 1944) es una artista plástica, contadora pública y licenciada en administración uruguaya.   

## Trayectoria
Comenzó sus estudios en el taller de Hugo Longa en el año 1986, donde estuvo hasta 1990, y luego se formó en el taller de Fernando López Lage.
En 1992 participó en un curso de Historia del Arte dictado por la profesora Estela Abal. Desde 1993 hasta la actualidad es integrante de la Fundación de Arte Contemporáneo, realizando hasta la fecha diferentes workshops y seminarios de teoría del arte con docentes uruguayos y extranjeros.
Es egresada del Universidad de la República, con los títulos de contadora pública y licenciada en administración.

## Obra
Su obra consta de retratos frontales o laterales de rostros a gran escala, donde el sujeto es representado en un ambiente distinto al de la foto que lo originó. Su trabajo se caracteriza por la utilización de óleo y técnica mixta sobre tela, el uso de la línea y colores opuestos de paleta medio baja.

## Exposiciones individuales
A partir del año 1997 expuso su trabajo individualmente en Uruguay. Comenzó con la exposición Fragmentos en la Galería del Notariado (Montevideo), con la curaduría de Fernando López Lage. Desde el año 1998 hasta el 2007 expuso Retratos en varios lugares, como el Argentino Hotel (Piriápolis) y centros culturales de Montevideo.
En el año 2016 exhibió "Etopeya" en la Colección Engelman-Ost, de Montevideo, y en el 2017 en 'La Susana Bahía Vik, de Maldonado. A partir del año 2014 expuso en el exterior en países como Estados Unidos, España, Brasil y Luxemburgo.
Año 2017 - "Etopeya" - La Susana, Bahía Vik, José Ignacio, Uruguay.
Año 2016- "Etopeya" - Colección Engelman Ost, Avda. Gral. Rondeau 1426-30, Montevideo.
Año 2008 - “ZOOOOOM – El retrato del otro como autorretrato”, Discount Bank, Casa Central, Montevideo
Año 2007 - “Retratos. El paisaje interior”, Centro Cultural de España, Montevideo
Año 2002 - “Retratos”, Centro Cultural “Pachamama”, Montevideo
Año 2000 - “Retratos”, Centro Cultural “La Spezia”, Montevideo
Año 1998 - “Retratos”, Argentino Hotel, Piriápolis
Año 1997 - Fragmentos, Galería del Notariado, Montevideo

## Distinciones y premios
Fue premiada en Uruguay desde el año 1996:
- Premio Nacional de Pintura Julio Alpuy, 2016, con la obra Astromelia.
- 4o. Premio, IX Bienal de Artes Plásticas, Salto, Uruguay, 2011
- 4o. Premio, 54 Premio Nacional de Artes Visuales, 2010
- 1.er Premio, Salón XV de Artes Plásticas, SMU, 2000
- 1.er Premio, Salón XI de Artes Plásticas, SMU, 1996